# Danukh
Danukh (en rus: Данух) és un poble del Daguestan, a Rússia, que el 2019 tenia 861 habitants. Pertany al districte rural de Mekhelta.